# أندرو أندرسون (كرة سلة)
أندرو أندرسون (بالإنجليزية: Andrew Anderson)‏ مواليد 6 يونيو 1945 في بوفالو، هو لاعب كرة سلة أمريكي سابق. بدأ مسيرته الاحترافية في سنة 1967. تم اختياره من قبل فريق بوسطن سيلتكس خلال الدرافت. يبلغ طوله 6 قدم 2 بوصة (1.9 م). اعتزل اللعب في 1970.

## روابط خارجية
- أندرو أندرسون على موقع سبورتس رفرنس (الإنجليزية)
- أندرو أندرسون على موقع كلية كرة السلة في سبورتس رفرنس.كوم (الإنجليزية)
- أندرو أندرسون على موقع ريلجم (الإنجليزية)
- أندرو أندرسون على موقع بروبوليرز (الإنجليزية)